# Phường 8, thành phố Vĩnh Long
Phường 8 là một phường thuộc thành phố Vĩnh Long, tỉnh Vĩnh Long, Việt Nam.

## Địa lý
Phường 8 nằm ở phía tây nam thành phố Vĩnh Long, có vị trí địa lý:
- Phía đông giáp Phường 3 và huyện Long Hồ
- Phía tây giáp Phường 9 và huyện Long Hồ
- Phía nam giáp huyện Long Hồ
- Phía bắc giáp Phường 1 và Phường 9.

Phường 8 có diện tích 3,38 km², dân số năm 2006 là 10.207 người, mật độ dân số đạt 3.020 người/km².
Phường 8 là một đô thị với tính chất dân cư, dịch vụ thương mại của thành phố Vĩnh Long và là nơi tập trung cơ quan điều hành quân sự cấp tỉnh và các trường trung học, cao đẳng chuyên nghiệp của Tỉnh. Khu đô thị phường 8 được tổ chức hình thành một trung tâm dịch vụ thương mại khu vực và một khu dân cư theo mô hình phát triển mới nhằm phát huy lợi thế về vị trí, dân cư, tài nguyên của thành phố Vĩnh Long.

## Hành chính
Phường 8 được chia thành 5 khóm: 1, 2, 3, 4, 5.